# Marijan Jurenec
Marijan Jurenec, slovenski menedžer, * 28. oktober 1957.
Jurenec je soustanovitelj in nekdanji generalni direktor slovenskega multimedijskega in televizijskega podjetja Pro Plus, ki ga je vodil od ustanovitve, julija 1995, do 1. decembra 2009, in predsednik Golf zveze Slovenije.
Leta 2002 je na portoroškem oglaševalskem festivalu prejel naziv Oglaševalska osebnost leta, leta 2008 pa mu je Združenje Manager podelilo nagrado za menedžerja leta. Doslej je prvi in edini menedžer leta, ki je direktor medijske hiše.
Znotraj skupine CME, lastnice Pro Plusa, je bil leta 2005 imenovan za direktorja Jadranske regije.